# Sorex gracillimus kurodai
Sorex gracillimus kurodai is een ondersoort van de spitsmuis Sorex gracillimus die voorkomt op de eilanden Shikotan, Polonsky, Zelenyi en Tanfil'yev in de Koerilen. De ondersoort werd oorspronkelijk Sorex gracillimus granti Okhotina, 1993 genoemd, maar die naam was al eerder gebruikt voor Sorex grantii Barrett-Hamilton & Hinton, 1913 (nu een synoniem van de bosspitsmuis, Sorex araneus) (volgens Artikel 58 van de ICZN zijn de uitgangen -i en -ii spellingsvarianten van dezelfde naam die als homoniemen beschouwd moeten worden). Daarom gaven Hutterer & Zaitsev (2004) een nieuwe naam aan voor deze ondersoort. S. g. kurodai is vernoemd naar Nagamichi Kuroda voor zijn bijdragen aan de taxonomie en biogeografie van Oost-Aziatische zoogdieren.